# Народность (принадлежность к народу)
Народность (калька с фр. nationalité, национальность) — термин, означающий принадлежность к народу, который понимается как гражданская или как этническая общность либо как простонародье.
Является одним из трёх пунктов теории «официальной народности», разработанной российским министром народного просвещения Сергеем Уваровым, который сформулировал триаду «Православие, самодержавие, народность», ставшую формулой русского консерватизма.

## Развитие идей
Идея гражданской концепции нации (1790—1833), связанная с представлениями о народном суверенитете, народном представительстве и конституционном строе, возникла задолго до формирования официального государственного национализма и этнического понимания нации. В течение нескольких десятилетий эта идея преобладала в России. Та или иная её форма разделялась декабристами, которые стремились к ограничению самодержавия через установление конституционной монархии или введение республиканского строя. Та же гражданская трактовка идеи нации использовалась в 1797 году будущим императором Александром I, заявлявшим, что, когда он станет царём, то дарует России конституцию и «нация изберёт своих представителей». Но после восстания декабристов, восшествия на престол Николая I и в особенности польского восстания 1830—1831 годов, выдвинувшего лозунги национального суверенитета, ранний дискурс о нации и национальном представительстве, которые понимались в качестве желанной, хотя и труднодостижимой цели, в официальных кругах сменился на отрицание конституции и национального представительства, понимаемых как неуместные для России в принципе.
Впервые термин был использован Петром Вяземским в 1819 году в качестве русского соответствия французскому слову nationalité. Но французское понятие национальности могло относиться ко всем жителям Франции, тогда как русский термин «народность» до середины XIX века акцентировался на «простонародности», аналогично немецкому Volkstum.
В период идеи «официальной народности» (1833—1863) происходит огосударствление идеи нации. Одним из основных средств подавления гражданского национализма стала его замена на его относительные подобия. В 1833 году, вступая в должность министра просвещения Сергей Уваров изложил триаду «Православие, самодержавие, народность», которая была призвана защитить страну от европейского свободомыслия и являлась антитезой другой формуле: «Свобода, равенство, братство», включавшей основные идеи Французской революции. Российские консерваторы считали их органично неприемлемыми для русского народа.
Главной новацией в формуле стало понятие «народность», по которому и вся доктрина стала называться «официальной народностью». Термин «народность» (перевод фр. nationalitè — «национальность») был введён в официальную идеологию России вместо термина «нация». По народностью стала пониматься как «преданность России собственным традициям и самобытному пути», который противоположен западным. Аналогичная современная концепция именуется «особый путь России». «Особый дух» русской народности выражается в преданности по отношению к православию и самодержавию. Недопустима легитимация народом прав монарха. Его власть от Бога, но народность морально обязывает царя к любви к своему народу. Он воспринимается как отец народа, и подданные, его дети, обязуются свято его почитать. Согласно Уварову, важность народности заключалась в следующем: «Дабы Трон и Церковь оставались в их могуществе, должно поддерживать и чувство Народности, их связующее. Вопрос о Народности не имеет того единства, какое представляет вопрос о Самодержавии; но тот и другой проистекают из одного источника и совокупляются на каждой странице Истории Русского народа». Уваров призывал к отказу от «чуждых и бесполезных» «мечтательных призраков», «следуя коим нетрудно было бы, наконец, утратить все остатки народности, не достигнувши мнимой цели европейского образования».
Согласно историку А. И. Миллеру, «с начала 1830-х годов оформляется ясно выраженное стремление вытеснить понятие нация и заменить его понятием народность». Так, в представлениях авторов этого направления, нейтрализовывался революционно-демократический потенциал европейского понятия «нация». Понятие народности было развито в работах Михаила Погодина и Степана Шевырёва.
Алексей Хомяков, Иван Киреевский и другие славянофилы в полемике со своими оппонентами — западниками, сформулировали понятие народности, отличавшееся от официального толкования. Они в целом приняли уваровскую триаду, но изменили её иерархию, поставив самодержавие на последнее место, после народности. Славянофилы были оппозиционны по отношению к, в их представлениях, «немецкому» самодержавию Николая I, которому они противопоставили такие понятие как русская народность и русское православие. Национализм славянофилов носил умеренно либеральный характер, они критиковали Запад и были апологетами русской культуры, но находились под существенным влиянием европейской философской традиции. Юрий Самарин, Константин Аксаков, Иван Аксаков и др. развивали идеи русской самобытности, русского национального самосознания, заявляли об ущемлении прав русских в Российской империи. Славянофильская трактовка исключала из понятия «народность» как дворянскую элиту, так и «испорченных» западных влиянием горожан. К славянофилам стоял близко, хотя и был менее радикален, Николай Надеждин.
Понимание народности в качестве моральной категории, выражения «народной личности» было преобладающим в деятельности этнографов-собирателей, таких как Иван Сахаров, Иван Снегирёв и Владимир Даль, и получило теоретическое обоснование в работах представителей мифологической школы, включая Фёдора Буслаев, Александра Афанасьев. Эти исследователи предлагали реконструкцию изначального возвышенного народного мировоззрения и рассматривали современное литературное творчество как следствие деградации. Исключением был Аполлон Григорьев, в духе новоевропейского понимания нации считавший, что «залог будущего России» сохранён не в крестьянстве, «а в классе среднем, промышленном, купеческом по преимуществу»; но эти идеи не были выстроены в законченную теорию.
Под влиянием славянофилов находилось более позднее течение почвенничества, продолжившее развивать понятие «народность». Фёдор Достоевский, Аполлон Григорьев, Николай Страхов выработали ответы на критику в отношении славянофилов и переосмыслили понимание русской национальной идеи.
Начало этнизации идеи нации (1863—1890) связано с появлением русского этнического национализма. Понятие «народность» до конца не закрепилось в русском языке и в политическом обиходе. Славянофилами 1840—1850-х годов, Константином и Иваном Аксаковыми, Александром Кошелевем, Юрием Самариным и др., доктрина «официальной народности» считалась «душевредным деспотизмом» и «угнетательской системой». Все эти сложности заставили охранителей самодержавия продолжать попытки заменить крамольный термин «нация». Граф Пётр Валуев, бывший одним из высших сановников Александра II (1860—1880-е годы), считал необходимым заменить понятие нация (фр. la nation), понимаемого в качестве сугубо политической категории, на понятие национальность (la nationalité) — сугубо фольклорное, отражающее специфику культуры и обычаев народа. С течением времени понятие «национальность» в России получило распространение в значении, для которого с середины XX века академическая среда стала использовать термины «этничность» или «этническая идентичность» — общности людей, которые связаны общим самоназванием (этнонимом), субъективными представлениями об общем происхождении (этническим самосознанием) и рядом особенностей культуры, передаваемыми через поколения. Валуевым было введено в политический оборот также понятие «национальный вопрос»; впервые — в донесении императору о ситуации на Украине от 1863 году. Вначале понятие обладало негативной коннотацией, означая угрозу национального, в современной терминологии «этнического», сепаратизма. Этнический национализм других этносов оценивался негативно, тогда как русский позитивно. Национальная проблематика с течением времени всё дальше отходила от своих гражданских истоков и приобретала всё более яркую этническую направленность. Применялись трактовки с позиции эссенциализма, утверждавшей существование набора незыблемых свойств, которые фатально присущи конкретному народу — этнической нации. С конца 1890-х годов славянофилы в рамках своего спора с западниками активно развивали идею Уварова о наличии принципиальных и навсегда предопределённых различий русского народа и наций Запада. Николай Данилевский, Константин Леонтьев, Василий Розанов и др. славянофилы 1890-х годов отошли от идей своих предшественников середины XIX века, однако ими была воспринята восходящая к Гердеру немецкая мистическая идея «национального духа», ранее оказавшая сильное влияние на Уварова; впоследствии идея развивалась в доктрину «особого пути Германии». Поздними славянофилами активно развивались идеи особого пути России. Имеющие место, по их мнению, особенности русского национального духа, включающие терпимость, сердечность, душевность, великодушие, соборность, они противопоставляли обобщенному образу западного духа, которому приписывался вечный эгоизм, жадность, лживость, холодная расчётливость. Из среды поздних славянофилов вышло идеологическое течение, которое и получило название «русские националисты».
В 1880—1890-х годах представители русской политической мысли, как либеральной, включая Владимира Соловьёва, Сергея Трубецкого, Павла Милюкова, так и консервативной, в том числе Лев Тихомиров и Михаил Меньшиков, заменили понятие «народность» на «национальность». Термин «народность» использовался, в том числе Алексеем Сувориним, но уже по инерции и в значении этнической принадлежности, как возможность достигнуть народного единства, «братского союза» разных сословий. Александр Пыпин рассматривал этнографию в качестве развития «идеи народности как национально-демократического мировоззрения». На рубеже XIX и XX веков представления о народности как свойстве крестьянской культуры оказало влияние на художественный русский стиль и модерн.
Революция 1905—1907 годов вызвала существенную реакцию со стороны монархически настроенных групп, получивших известность как черносотенное движение. Крайне правые организации черносотенцев действовали в 1905—1917 годах. Они основывались на идеях русского национализма и использовали лозунги защиты монархии и православия. К их числу принадлежали Союз русского народа, Русский народный союз имени Михаила Архангела и др. Лидерами и идеологами черносотенцев были Владимир Грингмут, Александр Дубровин, Павел Крушеван, Николай Марков, В. М. Пуришкевич. Черносотенцы включали в себя реакционные, контрреволюционные и антисемитские группы. Социальную основу этих организаций составляли разнородные элементы, выступавшие за сохранение незыблемости самодержавия на основании уваровской формулы «Православие, самодержавие, народность». После Февральской революции 1917 года организации черносотенцев подпали под запрет.
Члены большей части правых партий начала XX века (Союз русского народа, Союз русских людей, Русская монархическая партия, Русский народный союз имени Михаила Архангела и др.) в своих работах чаще пользовались термином «народность», а не «нация». «Народность» они рассматривали не как политическую или этническую общность, а в качестве «культурно-конфессионального объединения с открытыми границами».
В современной публицистике и культурологии термин «народность» изредка употребляется в качестве синонима этничности.

## Критика
Понятие народности было подвергнуто критике, наиболее выраженной в «Философических письмах» Петра Чаадаева. Идеи Николая Данилевского были отвергнуты философом Владимиром Соловьёвым, который критиковал «новое начало народности» зачастую с позиций консерватизма.